# Trillium vaseyi
Trillium vaseyi är en nysrotsväxtart som beskrevs av Harb. Trillium vaseyi ingår i släktet treblad, och familjen nysrotsväxter. Inga underarter finns listade.

## Bildgalleri

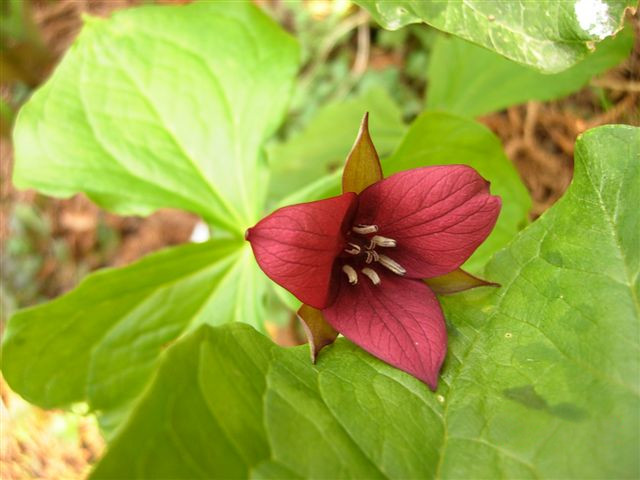